# Economia col·lectiva. L'última revolució d'Europa
Economia col·lectiva. L'última revolució d'Europa és un documental de divulgació històrica que aprofundeix en l'expropiació i la gestió obrera del 80% de les indústries i serveis que va tenir lloc a Catalunya entre els anys 1936 i 1939. El documental, dirigit per Eulàlia Comas (Atzur Produccions), és fruit d'un any i mig de treball i compta amb més de deu entrevistes a testimonis i experts d'aquest període com Antoni Castells, Miquel Izard, Francesc Cabana, Pelai Pagès, Joan Ullés, Jordi Viader, Eudald Vila o Conxita Julià. Al llarg dels seus 66 minuts, el documental mostra imatges, fotografies i documents de l'època procedents de més de deu arxius diferents, entre els quals hi ha la Fundació d'Estudis Llibertaris Anselmo Lorenzo, l'Ateneu Enciclopèdic Popular, l'Arxiu Montserrat Tarradellas i Macià o l'Arxiu Històric de la Ciutat de Barcelona.
Estrenat el 2014 al Centre de Cultura Contemporània de Barcelona (CCCB), s'ha projectat, entre d'altres, a la V Mostra de Cinema Català a Brussel·les Arxivat 2021-05-16 a Wayback Machine. (edició 2014), als Cinemes Girona (Barcelona), al CineBaix (Sant Feliu de Llobregat), al CineCiutat (Palma, Mallorca) o al Lichtblick-Kino (Berlín). El documental també s'ha programat a la IV Fira d'Economia Solidària de Catalunya (Barcelona, 2015) i a la I Fira d'Economia Social i Solidària del Vallès (Sabadell, 2016). L'agost de 2016 s'emet al programa "Punt de Mira" de Barcelona Televisió (BTV) i el juliol del 2017 es projecta al cinema Zumzeig Arxivat 2020-04-21 a Wayback Machine. de Barcelona en el marc del programa "Coop d'ull". Actualment es pot veure a través de la plataforma de cinema independent Filmin i en DVD en l'idioma original, el català, i subtitulat al castellà, l'anglès, el francès, l'alemany i el japonès.
El llargmetratge ha rebut diversos guardons als Estats Units: Best Documentary Film Editing de l'Amsterdam Film Festival (Nova York, 2014) Arxivat 2014-12-24 a Wayback Machine.; Award of Merit: documentary feature de l'Accolade Global Film Competition (Califòrnia, novembre 2014), Best Documentary i Best Director Documentary de l'Oregon Underground Film Festival (Oregon, 2014) i Oregon Film Awards – Platinum Awards de l'Oregon International Film Awards (Oregon, 2014) Arxivat 2017-10-23 a Wayback Machine..
Part del material recopilat durant el procés d'investigació del documental forma part de la mostra “La Revolució Silenciada: Les col·lectivitzacions industrials i de serveis 1936-39” dins l'exposició col·lectiva “Jo em rebel·lo. Nosaltres exisitim” produïda per la Fundació Palau, guardonada amb el premi ACCA (Associació Catalana de Crítics d'Art) a la millor exposició d'art contemporani de l'any 2013.
El treball ha estat parcialment finançat a través de la plataforma de micromecentage Verkami. Entre les entitats col·laboradores, hi ha el Centre de Cultura Contemporània de Barcelona, la Fundació Palau o la CNT, que ha cedit moltes de les imatges que es mostren al documental.